# Liste der Abgeordneten zum Oberösterreichischen Landtag (XXIV. Gesetzgebungsperiode)
Diese Liste der Abgeordneten zum Oberösterreichischen Landtag (XXIV. Gesetzgebungsperiode) listet alle Abgeordneten zum Oberösterreichischen Landtag in der XXIV. Legislaturperiode. Die Gesetzgebungsperiode reichte vom 30. Oktober 1991 bis zum 30. Oktober 1997, die Angelobung der Abgeordneten erfolgte am 30. Oktober 1991. Bei der Landtagswahl 1991 hatte die Freiheitliche Partei Österreichs (FPÖ) starke Gewinner erzielt und konnte ihren Mandatsstand auf Kosten der Österreichischen Volkspartei (ÖVP) und der Sozialdemokratischen Partei Österreichs (SPÖ) mehr als verdreifachen. Von den 56 Mandaten entfielen 26 auf die ÖVP, 19 auf die SPÖ und 11 auf die Freiheitliche Partei Österreichs. Die FPÖ konnte in der Folge auch einen Landesrat in den in dieser Gesetzgebungsperiode amtierenden Landesregierungen Ratzenböck IV beziehungsweise Pühringer I stellen.

## Funktionen

### Landtagspräsidenten
Die ÖVP stellte in der Gesetzgebungsperiode auf Grund ihrer relativen Mandatsmehrheit den Ersten Landtagspräsidenten. Mit Angela Orthner übernahm wieder eine Frau diese Funktion. Zweite Präsidentin des Landtages war bis zu ihrem Wechsel in die Landesregierung am 2. März 1995 die SPÖ-Abgeordnete Barbara Prammer. Am Tag ihres Ausscheidens wurde Udo Block zu ihrem Nachfolger gewählt. Er hatte das Amt des Zweiten Präsidenten bis zu seinem Tod am 22. August 1997. Seine Position wurde in der Folge nicht mehr nachbesetzt. Dritter Landtagspräsident war Manfred Bodingbauer von der FPÖ.

### Klubobleute
Die Funktion des Klubobmannes hatte in der ÖVP bis zum 2. März 1995 Franz Hiesl inne. Durch seinen Wechsel in die Landesregierung fiel das Amt an diesem Tag an Johann Brait, stellvertretender Klubobmann war während der Gesetzgebungsperiode Werner Wigelbeyer. In der SPÖ hatte das Amt des Klubobmanns der Landtagsabgeordnete Karl Frais inne, sein Stellvertreter war Norbert Pichler. In der FPÖ übernahm zunächst Alfred Thewanger das Amt des Klubobmanns, schied jedoch am 31. Mai 1996 aus dieser Funktion aus. Seine Nachfolge übernahm am 24. Juni 1996 Günther Steinkellner.

### Abgeordnete
| Name                          | Fraktion | Anmerkung                                         |
| ----------------------------- | -------- | ------------------------------------------------- |
| Aichinger Walter              | ÖVP      | bis 2. März 1995                                  |
| Bernhofer Friedrich           | ÖVP      |                                                   |
| Block Udo                     | SPÖ      | bis 22. August 1997                               |
| Bodingbauer Manfred           | FPÖ      |                                                   |
| Brait Johann                  | ÖVP      |                                                   |
| Brandmayr Josef               | ÖVP      |                                                   |
| Dirngrabner Erich             | SPÖ      | bis 4. Oktober 1995                               |
| Dutzler Karl                  | SPÖ      | bis 12. Juni 1997                                 |
| Dyk Irene                     | ÖVP      | bis 29. Februar 1996                              |
| Edelmayr Helmut               | SPÖ      | bis 12. Juni 1997                                 |
| Eidenberger Josef             | SPÖ      |                                                   |
| Eisenrauch Anna               | ÖVP      | ab 24. Jänner 1996 für Paul Rübig                 |
| Fösleitner Germana            | ÖVP      |                                                   |
| Fill Josef                    | ÖVP      |                                                   |
| Frais Karl                    | SPÖ      |                                                   |
| Freundlinger Elisabeth        | ÖVP      |                                                   |
| Gaiswinkler Franz             | FPÖ      | ab 3. Dezember 1996 für Daniela Raschhofer        |
| Gumpinger Otto                | ÖVP      |                                                   |
| Haimbuchner Lambert           | FPÖ      |                                                   |
| Haselsteiner Kornelia         | FPÖ      |                                                   |
| Haslehner Alois               | ÖVP      |                                                   |
| Haslmayr-Grassegg Erika       | FPÖ      | ab 25. April 1996 für Friedrich Stöger            |
| Haubner Ursula                | FPÖ      | ab 4. Juli 1996 für Alfred Thewanger              |
| Hiesl Franz                   | ÖVP      | bis 2. März 1995                                  |
| Hofmann Ludwig                | SPÖ      |                                                   |
| Holter Gerd                   | FPÖ      |                                                   |
| Kapeller Helmut               | SPÖ      |                                                   |
| Kofler Franz                  | ÖVP      |                                                   |
| Kroismayr Franz               | FPÖ      |                                                   |
| Lauss Karl                    | ÖVP      |                                                   |
| Lindinger Ewald               | SPÖ      | ab 12. Juni 1997                                  |
| Moser Franz                   | ÖVP      |                                                   |
| Mühlböck Mario                | SPÖ      |                                                   |
| Obermüller Alfred             | ÖVP      | 2. März 1995 bis 1. Jänner 1997                   |
| Orthner Angela                | ÖVP      |                                                   |
| Pallwein-Prettner Leo         | ÖVP      |                                                   |
| Peutlberger-Naderer Gisela    | SPÖ      |                                                   |
| Pichler Norbert               | SPÖ      |                                                   |
| Pollhammer-Zeilinger Heinrich | ÖVP      | bis 7. Juli 1994                                  |
| Prammer Barbara               | SPÖ      | bis 2. März 1995                                  |
| Pühringer Uta                 | ÖVP      | ab 29. Februar 1996 für Irene Dyk                 |
| Raschhofer Daniela            | FPÖ      | bis 29. November 1996                             |
| Rübig Paul                    | ÖVP      | bis 24. Jänner 1996                               |
| Schamberger Helmut            | SPÖ      |                                                   |
| Schenner Arnold               | SPÖ      | ab 5. Oktober 1995 für Erich Dirngrabner          |
| Schreiberhuber Gertrude       | SPÖ      |                                                   |
| Schuster Monika               | SPÖ      |                                                   |
| Schürrer Wolfgang             | ÖVP      |                                                   |
| Sigl Viktor                   | ÖVP      |                                                   |
| Stöger Friedrich              | FPÖ      | bis 31. März 1996                                 |
| Stanek Wolfgang               | ÖVP      |                                                   |
| Steinkellner Günther          | FPÖ      |                                                   |
| Steinkogler Josef             | ÖVP      |                                                   |
| Stockinger Josef              | ÖVP      | ab 7. Juli 1994 für Heinrich Pollhammer-Zeilinger |
| Stuchlik Waltraud             | SPÖ      |                                                   |
| Sulzbacher Fritz              | SPÖ      |                                                   |
| Thewanger Alfred              | FPÖ      | bis 24. Juni 1996                                 |
| Trauner Rudolf                | ÖVP      |                                                   |
| Weichselbaumer Karl           | ÖVP      |                                                   |
| Weichsler Gerda               | SPÖ      | ab 2. März 1995 für Barbara Prammer               |
| Weinberger Otto               | SPÖ      |                                                   |
| Weinzinger Lutz               | FPÖ      |                                                   |
| Weixelbaumer Arnold           | ÖVP      |                                                   |
| Wigelbeyer Werner             | ÖVP      |                                                   |
| Wimleitner Karl               | FPÖ      |                                                   |
| Wohlmuth Brigitte             | SPÖ      |                                                   |
| Ziegelböck Hermine            | ÖVP      |                                                   |
| Zimmerberger Werner           | ÖVP      | ab 2. März 1995                                   |
| Zuschrader Helmut             | SPÖ      | ab 12. Juni 1997                                  |